# Tony Scaglione
Anthony „Tony” Scaglione (ur. 23 lipca 1967 w Passaic w stanie New Jersey) – amerykański perkusista. Współzałożyciel grupy muzycznej Whiplash. W latach 1986–1987 Scaglione zastępował Dave’a Lombardo podczas koncertów grupy Slayer. Był także członkiem takich zespołów jak: Ambush, Jackhammer, Cerebral Hemorrhage, Zero Hour, M.O.D. oraz Ludichrist.